# Boadilla (La Fuente de San Esteban)
Boadilla é uma localidade e entidade local menor espanhola do município de La Fuente de San Esteban, na província de Salamanca, Castela e Leão. Integra-se na comarca de Cidade Rodrigo e subcomarca de Campo de Yeltes, que forma parte do Campo Charro.